# 何小平
何小平（1949年4月—），辽宁锦西人，汉族，中华人民共和国政治人物、第十一届全国政协委员。
2002年加入中国国民党革命委员会，担任十一届全国政协常务委员、民革中央常委、黑龙江省委主委。2008年，当选第十一届全国政协常务委员，代表中国国民党革命委员会，分入第四组。